# Gustav Adolf Ferdinand Heinrich Leo
Gustav Adolf Ferdinand Heinrich Leo (* 4. November 1779 in Schwetz; † 17. April 1840 in Posen) war ein preußischer Beamter.

## Leben

### Familie
Gustav Adolf Ferdinand Heinrich Leo war ein Sohn des Justizamtmann in Schwetz Julius Gottfried Ephraim Leo (* 1750; † 12. September 1807) und dessen Ehefrau Constanze Elisabeth Leo, geborene Bellowska.
Im Oktober 1804 heiratete Leo die Witwe des Christian Konrad von Sanden (1743–1800) Caroline Amalie, zweite Tochter des verstorbenen Königsberger Domänenbeamten Frey zu Kalthof. Gemeinsam hatten sie zwei Töchter:
- Alceste Heliodore (* 30. August 1805 in Plock; † 1832 in Brandenburg) ⚭ Johann Hermann Franz Kasimir Leo (1794–1869), preußischer Generalmajor
- Miranda Aurelia (* 22. August 1807 in Plock; † unbekannt).

In zweiter Ehe war er mit der verwitweten Pelagia Julia Barbara Auguste Dunin von Przychowski (geb. Gräfin von Prebendow-Przebendowska) (* 4. Oktober 1800 in Hochredlau; † 27. November 1865 in Berlin), Tochter von Graf Clemens August Anton von Prebendow-Przebendowski (1748–1808). Aus der Ehe ginge der Sohn Witold Ottocar (* 16. Juni 1835 in Posen; † 31. August 1878 in Berlin) hervor, der Hauptmann und Subdirektor der Kölnischen Lebensversicherung wurde. Seine zweite Ehefrau brachte noch zwei Töchter mit in die Ehe:
- Jeanette Ludewika Marie Schirmer (geb. Dunin von Przychowska) (* 1821; † unbekannt)
- Marie Kretschmer (geb. Dunin von Przychowska) (* 29. August 1823 in Danzig; † unbekannt)

### Werdegang
Nach dem frühen Tod seiner Mutter kam Leo in die Familie seines Onkels Johann Adam Leo, der als Beamter im ostpreußischen Domänenamt (Amt, das staatlichen Landbesitz verwaltet) Schaacken (Regierungsbezirk Königsberg) beschäftigt war. Er blieb in Schaacken bis zu seinem 12. Lebensjahr und kam dann wieder zu seinem Vater zurück, der inzwischen nach Königsberg versetzt worden war. Dort besuchte er von 1790 an die Burgschule. Im März 1797 begann er ein Studium an der Universität Königsberg und studierte drei Jahre lang Rechts- und Kameralwissenschaften. Er hörte Vorlesungen über Logik, Metaphysik, Pandekten, Naturrecht, Statistik, Staatswirtschaft, Finanz- und Polizeiwissenschaften. Die Vorlesungen wurden u. a. gehalten von Christian Jakob Kraus, Karl Ludwig Pörschke und Theodor Schmalz. Nach dem Studium ging er für ein Jahr zum Domänenamt Schaacken.
1801 wurde seine Bewerbung bei der Kriegs- und Domänenkammer in Königsberg abgelehnt, weil er die dortige Prüfung nicht bestand. Erst nach bestandener Wiederholungsprüfung wurde er im Mai 1802 als Referendar angestellt. Das Große Examen am 19. Mai 1804 bestand er erfolgreich und hatte dadurch seit dem 27. Juni 1804 als Assessor einen Sitz im Rat der Kriegs- und Domänenkammer in Plock; am 24. Februar 1805 erhielt er das Patent als Kriegs- und Domänenrat.
1807 errichtete Kaiser Napoléon mit dem Herzogtum Warschau einen polnischen Rumpf- und Satellitenstaat, zu dem auch der Ort Plock gehörte. Aus diesem Grund unterbrach Leo seine Tätigkeit, weil er nicht in fremden Diensten dienen wollte, daher verließ er Plock und ging nach Graudenz und bemühte sich dort um eine Anstellung in der Kriegs- und Domänenkammer in Marienwerder. Der Präsident der Kriegs- und Domänenkammer, Friedrich Ferdinand Alexander zu Dohna-Schlobitten, förderte ihn, jedoch dauerte es bis 1809, bis er eine Beschäftigung im Regierungskollegium als Domänen-Departments-Rat im Landesökonomiekollegium in Königsberg erhielt.
1812 war er anfangs als preußischer Zivilkommissar erst bei der französischen und später bei der russischen Armee. Er sammelte Freiwillige und wies diese dem York'schen Armeekorps zu, das am Preußischen Feldzug beteiligt war. In dieser Zeit bat er um die Erlaubnis als freiwilliger Jäger im Krieg gegen die Franzosen ziehen zu dürfen und erhielt diese durch die königliche Kabinettsordre vom 24. März 1813. Daraufhin trat er als Oberjäger in das Jägerdetachement des Litthauischen Dragoner-Regiments ein und wurde am 13. Juni 1813 zum Premierleutnant ernannt. Für sein Wirken erhielt Leo 1814 das Eiserne Kreuz II. Klasse.
Nach dem Krieg verließ er freiwillig den Militärdienst und erhielt 1813 die Berechtigung zum Tragen der Armeeuniform ohne Dienstzeichen. Im Dezember 1814 ernannte ihn der König zum Direktor der königlichen Regierung in Gumbinnen. 1826 bat er um die Versetzung zur Regierung nach Danzig. 1830 leitete und organisierte er umfangreiche Hilfs- und Rettungsmaßnahmen, als die hochflutführende Weichsel durch Deichbrüche schwere Schäden im Umland anrichtete. Dafür verlieh ihm die Stadt Danzig im selben Jahr die Ehrenbürgerschaft.
1833 wurde er zum Vizepräsidenten der königlichen Regierung in Posen ernannt und 1836 mit dem Roten Adlerorden III. Klasse mit Schleife ausgezeichnet. 1839 wurde er zum Geheimen Oberregierungsrat erhoben.

## Freimaurer
1791 wurde er Mitglied der Königsberger Freimaurerloge.